# نادي شباب الحسين (العراق)
نادي شباب الحسين الرياضي هو فريق كرة قدم عراقي مقره في كربلاء، يلعب في الدوري العراقي الدرجة الثانية. أسس سنة 2003.